# Mątwik ziemniaczany
Mątwik ziemniaczany (Globodera rostochiensis) – gatunek nicienia z rodziny mątwikowatych (Heteroderidae). Nicień ten jest patogenem roślinnym, jednym z najgroźniejszych szkodników ziemniaka i innych roślin psiankowatych. W Polsce jest zaliczany do inwazyjnych gatunków obcych podlegających obowiązkowi zwalczania.
Naturalnym obszarem występowania tego gatunku są Andy (Ameryka Południowa). Stamtąd został zawleczony wraz z ziemniakami do Europy i innych rejonów świata. W Polsce został stwierdzony w 1946. Obecnie występuje w uprawach ziemniaka na obszarze całego kraju.
Występuje dymorfizm płciowy (samica kulista z szyjką, samiec nitkowaty). Żeruje głównie na ziemniakach, ale występuje też na pomidorze, oberżynie i innych psiankowatych (Solanaceae). Uszkadzają dorosłe, larwy oraz nimfy. Jedno pokolenie w ciągu roku. Jaja pozostają wewnątrz samic, które obumierają i zamieniają się w cysty. Zimują larwy w cystach w glebie. Przy temperaturze 5–10 °C następuje wychodzenie larw z cyst i wnikanie do korzeni. Zwalczać go można za pomocą płodozmianu. Rośliny wrogie to m.in. lucerna, cykoria, cebula.